# Первомайский (Илезское сельское поселение)
Первомайский — поселок в Устьянском районе Архангельской области.

## География
Находится в южной части Архангельской области на расстоянии приблизительно 54 км на восток-северо-восток по прямой от административного центра района поселка Октябрьский.

## История
Был отмечен уже только на карте начала 1980-х годов. До 2022 года поселок входил в Илезское сельское поселение до его упразднения.

## Население
Численность населения: 173 человека (русские 100 %) в 2002 году, 48 в 2010.